# Reuschenberg (Neuss)
Reuschenberg  ist ein Stadtteil von Neuss. Die Einwohnerzahl beträgt 7.223 auf einer Fläche von 3,22 km² (Stand 31. Dezember 2021).

## Namen
Die Herkunft des Namens „Reuschenberg“ lässt sich auf das Schloss Reuschenberg zurückführen, welches ca. 2 km von der heutigen Ortschaft Reuschenberg entfernt liegt. Dieses war Sitz des Adelsgeschlechts von Reuschenberg, welches in Selikum, einem heutigen Nachbarort von Reuschenberg, saß. Ungewöhnlich ist, dass sich das viel kleinere Schloss Reuschenberg bei der Namensgebung des später gegründeten Stadtteils gegen den damals an Besitz viel überlegeneren Niederhof durchsetzte.
Bis in die späten 1950er war Reuschenberg noch mit dem Zusatz Gartenvorstadt in den Stadtplänen zu finden.

## Geschichte
Das Gebiet des heutigen Reuschenbergs wurde bis in die 1920er Jahre landwirtschaftlich genutzt. Das einzige bis zu dieser Zeit datierte Gebäude in diesem Gebiet war die Zollstation „Barriere“, die den ungefähren Mittelpunkt des heutigen Reuschenberg ausmachte, jedoch in den 1930er Jahren abgerissen wurde. 1931 legte der Rat der Stadt Neuss dann einen Plan vor, der vorsah, 23 Siedlerstellen von Größen zwischen 600 und 6000 m² entlang der Bergheimer Straße bereitzustellen, um Erwerbslosen mittels Privatanbau den Lebensunterhalt zu erleichtern, wobei die Errichtung etwaiger Häuser unter Beihilfe der zukünftigen Eigentümer zu geschehen hatte.
Mit der Siedlung Schlagbaum entstanden die ersten Häuser in Reuschenberg. In den folgenden Jahren wurde der Ausbau Reuschenbergs, das man nun als Gartenvorstadt bezeichnete, stetig vorangetrieben. Laut Plan sollten 350 Häuser für Arbeiter der Neusser Industrie und des Neusser Handwerks entstehen. Bis ins Jahr 1938 entwickelte sich die anfangs kleine Siedlung für Bedürftige zum Ort mit kleiner Ladenzeile zur nötigsten Versorgung der Anwohner. Der damals vielerorts angewandte Baustil des Neoklassizismus fand auch in Reuschenberg Anwendung. Vergleicht man Bilder Reuschenbergs mit denen anderer zur gleichen Zeit erbauter Siedlungen, so lassen sich ähnliche Züge hinsichtlich des Baustils ausmachen.
Während des Zweiten Weltkrieges blieb Reuschenberg im Gegensatz zur Mutterstadt Neuss weitestgehend verschont. Lediglich einzelne Brandbomben fielen auf die beschauliche Siedlung. Dennoch hatte man vorsorglich Bunker für die Bevölkerung errichtet, da man sich der Gefahr durch zivile Luftangriffe englischer und amerikanischer Streitkräfte bewusst war. Auf dem jetzigen Sportplatz (Rasenplatz) stand im Zweiten Weltkrieg eine deutsche Flak. Vor einigen Jahren (ca. 2000), musste dort eine zwei Zentner schwere Fliegerbombe entschärft werden, die man beim Neubau des Rasenplatzes fand.
Außerdem wurde ein großer Teil der Bürger evakuiert und in vom Krieg weniger betroffene Gebiete Deutschlands gebracht.
Nach dem Zweiten Weltkrieg errichtete man im Nordosten Reuschenbergs Wohnungen für Vertriebene aus den im Krieg verlorenen Ostgebieten des Deutschen Reiches. In den 60er und 70er Jahren wurden dann weitere mehrparteiige Häuser entlang der Bergheimer Straße errichtet, insgesamt stiegen auch die Einwohnerzahlen in dieser Zeit weiter an. Da sich in den 1970er Jahren der Pendlerverkehr nach Neuss vergrößerte, wurde die B 477 innerorts dementsprechend vierspurig ausgebaut.

## Freizeit

### Südbad
Bis 2005 existierte ein an das Hallenbad angeschlossenes Freibad, mit 50-m-Becken, 10-m-Sprungturm und Nichtschwimmerbecken mit 60-m-Rutsche.  Dieser Nichtschwimmerbereich wurde abgerissen, um dort einer Bade- und Saunalandschaft mit dem Namen WELLNEUSS Platz zu machen. Das Bauprojekt wurde von einigen Anwohnern durch einstweilige Verfügung aufzuhalten gesucht, was jedoch nicht gelang.
Das heutige Bad verfügt über einen kleineren Außenbereich. Das Hallenbad besitzt ein Cabriodach, das im Sommer geöffnet werden kann.

### Eislauf-Mehrzweckhalle
Die Eislaufhalle, die 4000 Personen fasst, ist Heimat des Neusser Eishockey Vereins (NEV) und des Neusser Schlittschuh Klub e. V. Bekannt ist ebenfalls die Eislauf-Disko. Außerhalb der Saison wird die Halle für verschiedenste Veranstaltungen genutzt.

### Saunalandschaft „WellNeuss“
WellNeuss ist eine Saunalandschaft, die zwischen dem Südpark, der Eishalle und dem Reuschenberger See gelegen ist und von der Neusser Bäder und Eissporthallen GmbH betrieben wird.

### Sportvereine
Es gibt in Reuschenberg mehrere Sportvereine. Unter anderem den Schieß-Sportverein Neuss-Reuschenberg 1956 e. V. hier werden auf der Schießsportanlage mit Bogen, Luftpistole, Luftgewehr, Luftgewehr aufgelegt, Armbrust 10 m, Zimmerstutzen, KK 50 m aufgelegt, KK Sportgewehr, KK 60 Schuss liegend sowie Sportpistole im Kaliber .22 und Großkaliber regelmäßig trainiert. Ebenso findet sich am Südpark, angrenzend an das Gebiet der Saunalandschaft, ein kleiner See mit Waldgebiet.
Liste der Reuschenberger Sportvereine:
- TuS Reuschenberg[4]
- Schieß-Sportverein Neuss-Reuschenberg 1956 e. V.[5]
- Tanzgarde Grün-Weiß Reuschenberg e. V.
- Pulchra Amphora Neuss e. V. – Tauchsport, Unterwasser-Rugby, Aquafit

### Schützenwesen
In der Jahreshauptversammlung der Siedlergemeinschaft 1952 wurde durch Willi Wirths der offizielle Antrag gestellt, ein eigenes Schützenfest vorzubereiten. Dieser Antrag wurde von den anwesenden Mitgliedern mit Nachdruck unterstützt.
Zu Beginn des Jahres 1953 war die Bildung des Schützenregimentes so weit fortgeschritten, dass nunmehr alle Korps damit beschäftigt waren, das erste Schützenfest vorzubereiten. Es fand in der Zeit vom 11. bis 14. Juli 1953 unter Führung des Präsidenten Dr. med. Karl Orth statt.
Nach diesem ersten gelungenen Schützenfest wurde mit vereinten Kräften an der Weiterentwicklung des Vereins gearbeitet. Im Jahre 1953 erfuhr das Regiment durch die Gründung des St. Hubertuskorps, das unter der Führung des Majors, Herr Hubert Kluth, entstand, eine Verstärkung. Weiteren Zuwachs erfuhr das Regiment mit der Gründung eines Fanfarenkorps im Jahre 1955.
Wie in fast allen Neusser Vororten gibt es auch in Reuschenberg eine Schützengesellschaft. Der Reuschenberger Bürger-Schützen-Verein wurde 1952 gegründet. Das Schützenfest ist so terminiert, dass der Schützenfest Sonntag immer auf den 2. Sonntag im Juli eines jeden Jahres fällt.

### Freizeitanlage Südpark
Im 25 Hektar großen Freizeitpark „Südpark“ befinden sich Tennisanlagen, eine Skateranlage und eine Parkanlage mit Sport-, Spiel- und Grillplätzen.

## Verkehr
Reuschenberg ist mit dem Auto über die A 57 zu erreichen, es wird ebenfalls von mehreren Buslinien der Stadtwerke Neuss durchfahren und ist dadurch an den ÖPNV angebunden. Eine eigene Bahnanbindung existiert nicht, der nächstgelegene Bahnhof ist Neuss-Holzheim oder die S-Bahn-Haltestelle Neuss Süd. Beide Stationen sind ca. 2 km vom Ortszentrum entfernt.
Der Ort liegt an der alten Römerstraße Trier–Neuss.

## Sonstiges

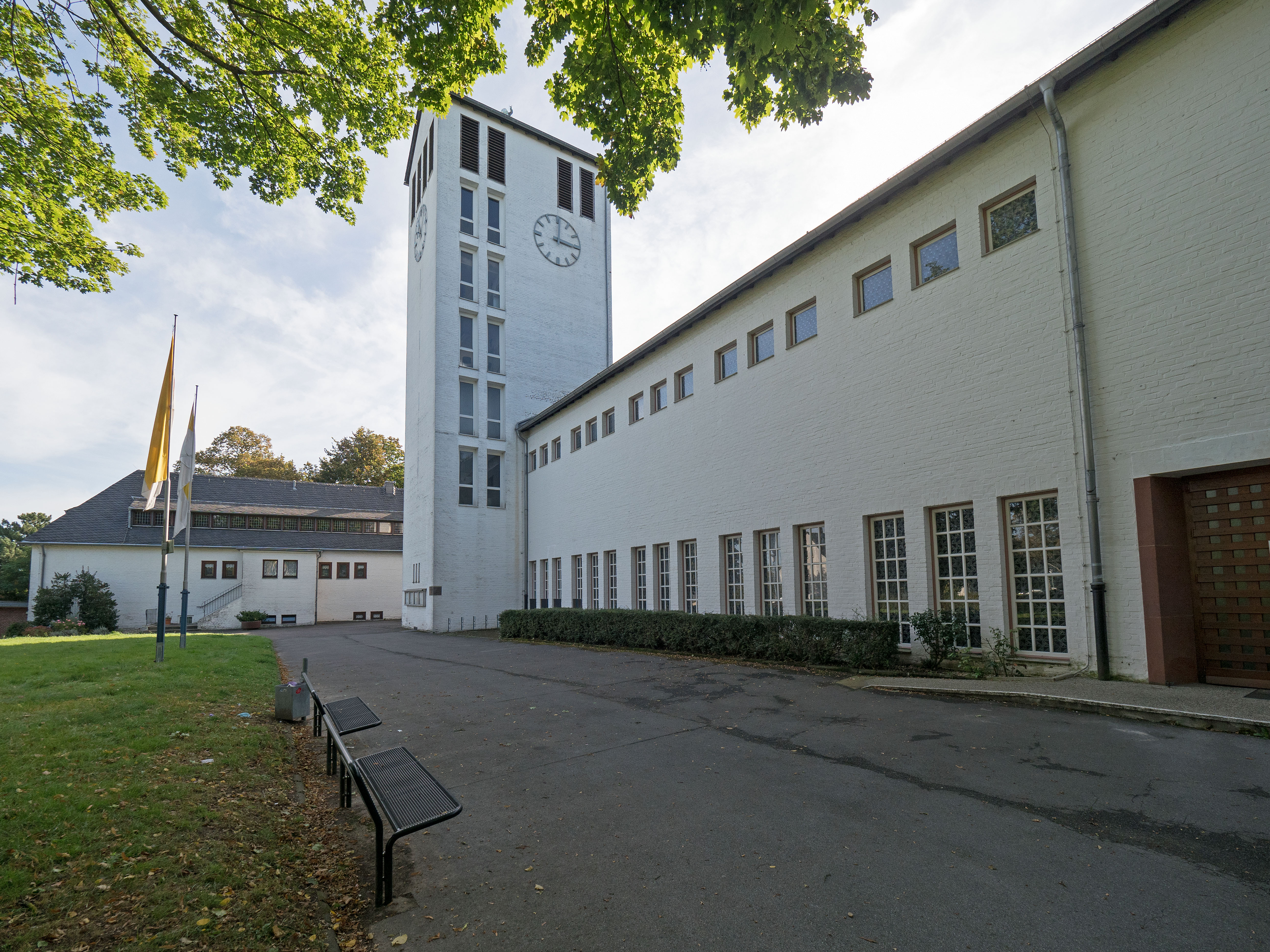
Kirche St. Elisabeth

In Reuschenberg gibt es die zwei katholischen Pfarrgemeinden St. Elisabeth und St. Hubertus und die evangelische Erlöserkirche. Darüber hinaus gibt es drei Kindergärten, die Albert-Schweitzer-Grundschule und die St.-Hubertus-Grundschule.
Des Weiteren ist in Reuschenberg eine von drei Neusser Rettungswachen zu finden, betrieben durch das Deutsche Rote Kreuz. Die anderen beiden finden sich auf der Neusserfurth (Malteser Hilfsdienst) sowie am Hammfeld (Johanniter-Unfall-Hilfe).